# Torre del Asperillo
La torre del Asperillo fue una torre almenara situada en el término municipal de Almonte. Se trataba de una de las construcciones pertenecientes a la antigua red de torres de vigilancia costera ubicadas por todo el sur del litoral español. Se situaba entre la Torre de la Higuera y la Torre del Río de Oro. Sus restos están declarados Bien de Interés Cultural.

## Historia
En el siglo XVI, Felipe II encargó la fortificación de las costas occidentales de Andalucía, desde el Estrecho de Gibraltar hasta Ayamonte, completando el proyecto iniciado en la vertiente mediterránea de la península Ibérica y que comenzó durante el reinado de su padre, Carlos I.

## Descripción
La Torre del Asperillo se encuentra totalmente derruida. Los únicos restos de muros que quedan se pueden apreciar en el fondo arenoso de la línea de playa, tan sólo visibles con marea baja muy acusada.